# Царева Могила (Київська область)
Царева Могила — курган, пам'ятка археології в Київській області.
Курган було розкопано 1845 року, в ньому не було виявлено скелетів, тільки залишки спалення. На картах Шуберта Ф. Ф. має висоту 112,9 сажень від рівня Балтійського моря. На картах складених при СРСР висота становить 237,5 м від рівня світового океану та 2 м відносно навколишньої місцевості і має позначення як пункт державної геодезичної мережі.
Розташування (49°29′04.6″ пн. ш. 30°03′18.0″ сх. д. / 49.484611° пн. ш. 30.055000° сх. д.):
- на схід від села Лихачиха;
- на південь від села Ожегівка;
- на захід від села Богатирка;
- на північ від села Василиха.

Візуально на місцевості можна побачити поблизу автошляху Р 18 в напрямку з Володарки до Ставищ, по ліву сторону на полі, перед перехрестям на Василиху (праворуч) і Любчу (ліворуч).